# Rosetta Head
Rosetta Head är en udde i Australien. Den ligger i kommunen Victor Harbor och delstaten South Australia, omkring 74 kilometer söder om delstatshuvudstaden Adelaide.
Närmaste större samhälle är Encounter Bay, nära Rosetta Head. 
Genomsnittlig årsnederbörd är 766 millimeter. Den regnigaste månaden är juni, med i genomsnitt 142 mm nederbörd, och den torraste är december, med 22 mm nederbörd.